# Rommelmarkt

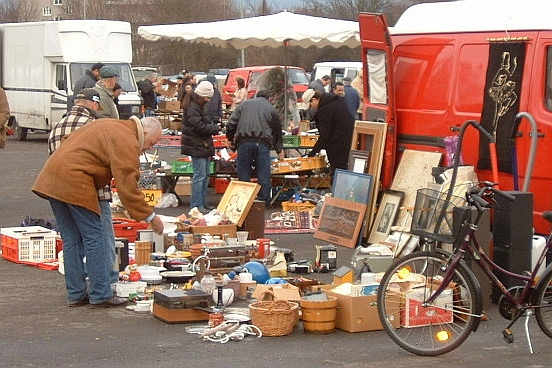
Rommelmarkt

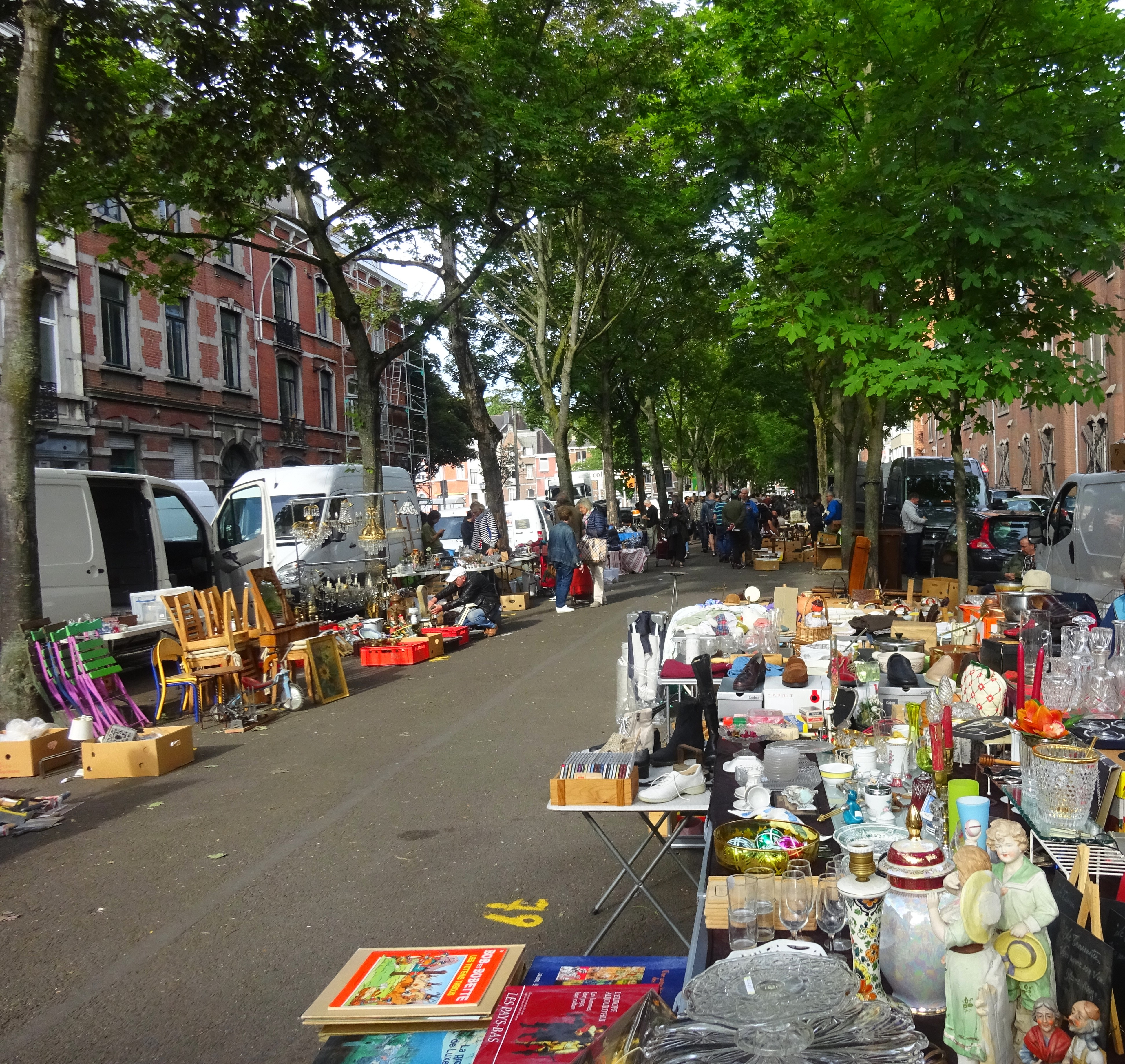
Brocante te Luik

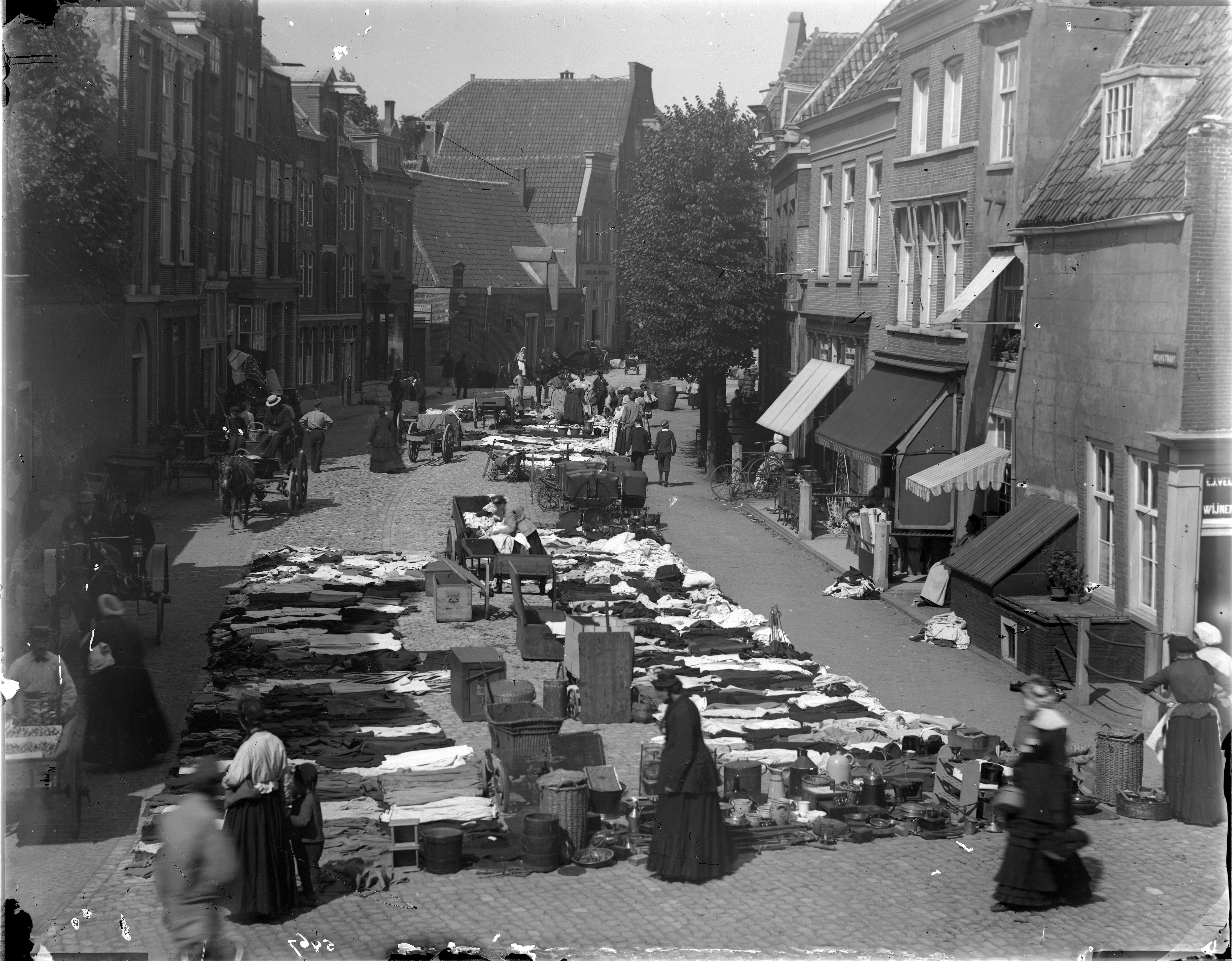
Markt voor vooral tweedehands kleding aan het eind van de 19e eeuw te Leiden

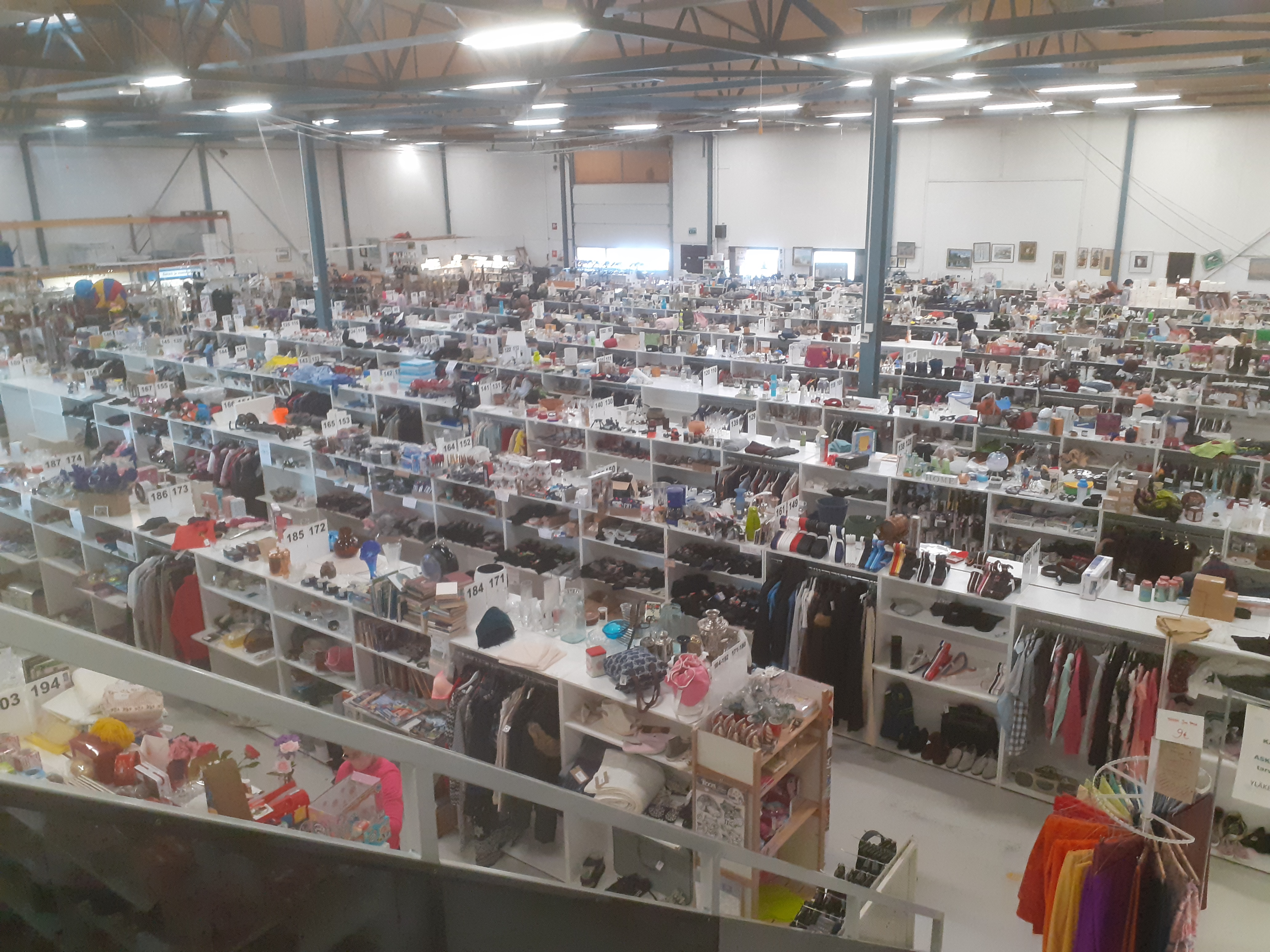
Een markthal met gebruikte spullen in Klaukkala, Finland

Een rommelmarkt, ook wel vlooienmarkt, luizenmarkt of brocantemarkt genoemd, is in de oorspronkelijke zin van het woord een markt waar gebruikte voorwerpen door particulieren worden aangeboden.

## Soorten rommelmarkten
Rommelmarkt is een breed begrip. Het wordt zowel gebruikt voor door instanties opgezette markten, waarvoor grote hallen worden afgehuurd, alsook door particulieren. Voorbeelden van het laatste zijn verenigingen en (in Nederland) de kinderrommelmarkten op Koningsdag. Zo'n rommelmarkt waar iedereen aan mag deelnemen en de opbrengst mag houden wordt ook wel een vrijmarkt genoemd. Een rommelmarkt aan huis wordt een garageverkoop genoemd. Bij een kofferbakmarkt rijden de verkopers met hun auto het marktterrein op en verkopen hun spullen vanuit de kofferbak – waarbij die dan meestal op een kleed of zeil uitgestald worden.
Sommige rommelmarkten worden georganiseerd om geld op te halen voor een vereniging of een goed doel. Een rommelmarkt voor een goed doel wordt ook wel een fancy fair genoemd.
Het woord rommelmarkt is enigszins misleidend, want naast spullen van weinig of geen waarde kan men er ook zeer bruikbare spullen kopen en soms zelfs kunst die zeer veel waard is. Tegenwoordig kunnen particulieren hun overbodige spullen ook gemakkelijk via internet verkopen, waardoor het aanbod op kleinere rommelmarkten vooral bestaat uit kleine, goedkope artikelen. Rommelmarkten worden ook wel snuffelmarkt genoemd.

## Nederland
Op het Waterlooplein in Amsterdam wordt dagelijks, behalve zondags, een vlooienmarkt gehouden. De Zwarte Markt in Beverwijk is gevestigd in een hallencomplex dat alleen voor de Zwarte Markt wordt gebruikt. Vele vaste standhouders hebben er een eigen afsluitbare kraam. In Tilburg vindt jaarlijks tijdens het pinksterweekend in de binnenstad een 24-uurs rommelmarkt plaats met de naam Meimarkt, dat verwijst naar de maand waar het oorspronkelijk gehouden werd.    

## België
De bekendste rommelmarkt van België vindt plaats op het Brusselse Vossenplein, gelegen in het hart van volksbuurt De Marollen.

## Suriname
De Tourtonne Zondagmarkt in Paramaribo wordt ook wel de Vlooienmarkt genoemd, omdat er naast vers voedsel en nieuwe producten ook tweedehands spullen worden verkocht. De markt bevindt zich zondags aan weerszijden van de Tourtonnelaan en de stands kunnen lopend of met de fiets of de auto worden bezocht.

## Chinese Markt
In sommige Oost-Europese landen worden rommelmarkten ook wel Chinese Markt genoemd, omdat veel uit China afkomstige immigranten er een kraam uitbaten. Zo heeft de vlooienmarkt van Boedapest voornamelijk Chinese stalletjes, die vooral nieuwe spullen verkopen.